# Okot p’Bitek
Okot p’Bitek (* 7. Juni 1931 in Gulu; † 20. Juli 1982 in Kampala) war ein ugandischer Dichter, Lehrer und Ethnologe. Sein bedeutendstes Werk ist Lawinos Lied.

## Leben

### Kindheit und Schule
Okot p’Bitek wurde am 7. Juni 1931 geboren. Sein christlicher Name war Jekeri, eine Verballhornung des Prophetennamens Ezechiel. Okot p’Biteks Mutter war eine bekannte Tänzerin und Liedermacherin, die man auch Lawino nannte, sein Vater war ein anerkannter Erzähler und Tänzer. Die Eltern schickten Okot p’Bitek auf die Gulu Grundschule, dann auf die Gulu High School.
Danach besuchte Okot p’Bitek das 1906 gegründete King’s College, Budo in Kampala. Das College, eigentlich für die Söhne und Töchter des Baganda-Adels bestimmt, hatte zwei Zweige: im einen wurde auf Kiganda, im anderen auf Englisch unterrichtet. Unabhängig von seinem musikalischen Interesse, entdeckte Okot p’Bitek, dass das College auch eine Chorleiterin hatte, die obendrein noch Poesie liebte. Über kurz oder lang unterhielt sie Okot p’Bitek durch private Lesungen aus Henry Wadsworth Longfellows „The Song of Hiawatha“ (Das Lied von Hiawatha). Seine Teilnahme an der College-Aufführung von Mozarts „Zauberflöte“ beeinflusste ihn so stark, dass er sogleich eine Oper mit dem Namen „Achan“ komponierte, die ebenfalls an seinem College aufgeführt wurde. „Achan“ ist die Geschichte eines jungen Mannes, der in die Stadt geht, um sich den Brautpreis zu verdienen. Weiteres ist über diese verlorene Komposition nicht bekannt.
Okot p’Bitek gründete mit Mitschülern einen Chor, die „Budo Nachtigallen“. Er komponierte für diesen Chor einige Lieder. Einige davon wurden in Uganda ziemlich bekannt, zum Beispiel „Rip Kipe“ und „Can-na“. Beide Lieder handeln von einem Mädchen, das ihren Freund verlässt, weil er arm ist. In einem der Lieder taucht Okot p’Biteks Familienphilosophie auf: Ento anyaka, kare na pudi (Wisse, mein Freund, meine Zeit ist noch nicht gekommen. Beurteile mich nicht nach meiner Vergangenheit.). Für seine literarischen und musikalischen Aktivitäten gewann Okot p’Bitek am College einen Buchpreis, den Roman von Alan Paton „Cry, The Beloved Country“.

### Lehrerseminar
Von 1951 bis 1952 besuchte Okot p’Bitek das Lehrerseminar (Teachers Training College – TTC) in Mbarara, West-Uganda. Die Makerere-Universität in Kampala konnte er nicht besuchen, da seine Eltern nicht über das nötige Geld verfügten. In diese Zeit fallen zwei wichtige Ereignisse in Okot p’Biteks Leben: Er wurde zum einen in die ugandische Fußball-Nationalelf berufen, für die er mehrere Jahre lang spielte, und zum anderen vollendete er seinen ersten und einzigen Roman in Acholi „Lak Tar Miyo Kinyero wi Lobo“ (Mein Mund lacht, aber mein Herz blutet). Okot p’Biteks frühestes literarisches Werk in Manuskriptform ist das Gedicht „Der verlorene Speer“, das die Luo-Geschichte vom Speer, der Perle und der Bohne erzählt. Das Manuskript ging verloren, so dass das Gedicht nie veröffentlicht wurde.
1953 erschien sein Roman „Lak Tar …“. In diesem Roman behandelt Okot p’Bitek die Frage nach dem Brautpreis in der Acholi-Gesellschaft, die das Geld eingeführt hatte. Er erzählt die Geschichte von Okeca Ladwong, einem Jungen, dessen Vater früh stirbt. Erwachsen geworden verliebt sich dieser Junge in das Mädchen Cecilia Laliya, das ihn gern heiraten möchte. Aber er kann den sehr hohen Brautpreis nicht bezahlen. Sein Stiefvater und die Brüder seines Vaters weigern sich, ihn zu unterstützen, so dass ihm nichts anderes übrig bleibt, als nach Kampala zu ziehen und dort sein Glück zu versuchen. Es gelingt ihm nicht, Arbeit zu finden. So zieht er weiter auf die Zuckerplantagen von Jinja. Im Verlauf von zwei Jahren geht alles Mögliche schief, so dass er den Brautpreis nicht zusammen bekommt. Trotzdem beschließt er, nach Hause zurückzukehren. Unterwegs wird er ausgeraubt und muss daher den letzten Teil seiner Reise zu Fuß laufen. Unter jedem dritten Baum bleibt er im Schatten liegen und denkt über sein Leben nach. Schließlich kommt er zu Hause an, elend und mittellos. Dieses Werk erschien erst 1989 unter dem Titel „White Teeth“ bei Heinemann/Nairobi auf Englisch. In dieser Erzählung sind viele Motive angelegt, die Okot p’Bitek später in „Lawino“ wieder aufnimmt und weiterentwickelt.

### Lehrer
1954 wurde Okot p’Bitek Lehrer an der neu gegründeten Sir Samuel Baker Schule in Gulu, an der zu jener Zeit nur drei Schwarze als Lehrer unterrichteten. Neben seinem Lehrtätigkeit in den Fächern Englisch und Religion leitete er das Kulturprogramm der Schule, das Sport, Pfadfinderwesen, Chor und Theater einschloss. Im gleichen Zeitraum begannen viele Ugander, sich politisch zu betätigen. Okot p’Bitek war ein Gründungsmitglied der Partei Uganda National Congress und wurde als Kandidat für den Acholi District Council aufgestellt.
Neben Schule, Politik und Kulturarbeit war Okot p’Bitek ein begeisterter Fußballspieler. Durch den Fußball reiste er weit und oft im Land umher. 1956 reiste er mit der Nationalelf nach Großbritannien und spielte in London. Am Ende der Fußballtour entschloss er sich, in England zu bleiben, um ein Universitätsstudium in Bristol aufzunehmen.

### Studium in Bristol
Okot p’Bitek schrieb sich zu einem postgraduierten Diplomkurs am erziehungswissenschaftlichen Institut der Universität Bristol ein. An dieser Universität traf er auf zwei Professoren, die seinen wachen Geist erkannten und förderten: den Quäker und Pazifisten M. Wilson sowie den Philosophen und katholischen Theologen S. John. Okot p’Bitek begann zu dieser Zeit damit, dem Christentum gegenüber eine kritische Haltung einzunehmen. Schließlich verließ er die Kirche und legte seinen christlichen Namen Jekeri ab.
Nach seinem Studium in Bristol ging Okot p’Bitek nach Wales, um ein Jurastudium aufzunehmen. Ein Kolonialverwaltungsbeamter in Gulu namens Barber habe ihn, so erzählte es Okot p’Bitek selbst, einstmals verhöhnt, er als Afrikaner würde niemals Jura bewältigen. Okot p’Bitek schloss sein Jurastudium erfolgreich ab und telegrafierte Barber umgehend das Ergebnis.

### Rechtsanwalt
Okot p’Bitek wurde in England als Anwalt zugelassen. Zur gleichen Zeit verbrachte er drei Monate am Internationalen Gerichtshof in Den Haag, um sich in Völkerrecht fortzubilden. Aber langsam verschwand die Begeisterung, mit der Okot p’Bitek den Beruf des Juristen begonnen hatte, und er trat nie als solcher vor ein Gericht.
Zu dieser Zeit schrieb Okot p’Bitek ein politisches Pamphlet: „Wege zur Freiheit Ugandas“. An die Stelle seines Enthusiasmus für das Recht trat eine neue – und alte – Leidenschaft für die Kultur seines Acholi Volkes und ganz Afrikas. Eines Tages diskutierte in Den Haag ein Professor für Rechtsgeschichte das Phänomen des Gottesurteils, eine alte Methode, um Schuld oder Unschuld eines Angeklagten herauszufinden, indem der Betreffende Feuer, Wasser oder einer anderen Gefahr ausgesetzt wurde. Das Ergebnis galt als göttlicher Fingerzeig. Okot p’Bitek erinnerte dies an eine ähnliche Methode in seiner Heimat. Der Professor empfahl Okot p’Bitek darauf hin, sich in Oxford für Sozialanthropologie einzuschreiben, um sein Wissen über dieses Thema zu vertiefen.

### Studium in Oxford
Okot p’Bitek folgte diesem Rat und erlebte in den drei Jahren seines Aufenthaltes in Wales nicht nur eine Universität, sondern ein Volk voller Leidenschaft für seine walisische Musik und Lieder. Beim Hören dieser Lieder stiegen ugandische Kirchenlieder aus Okot p’Biteks Erinnerung auf. Am meisten jedoch war er vom „Eisteddford“, dem jährlichen Festival der Barden beeindruckt. Dichter, Musiker und andere Künstler aus ganz Wales versammelten sich, um das Leben mit Musik, Dichtkunst und Liedern zu feiern. Okot p’Bitek besuchte auch das jährliche Internationale Festival von Edinburgh, bei dem Künstler aus der ganzen Welt zusammenkamen. Es ist sehr wahrscheinlich, dass Okot p’Biteks Idee, später in Uganda und Kenia auch solche Festivals zu organisieren, in den Erfahrungen von Wales und Schottland ihren Ursprung hat.
Ab 1960 studierte Okot p’Bitek am St Peter’s College der Universität Oxford. Dieses College hatte eine problematische Beziehung zu Uganda, weil es 1885 die Missionsreise von Bischof James Hannington nach Uganda finanziert hatte. Hannington war damals auf Befehl des Bagandakönigs Kabaka Mwanga II. ermordet worden. Okot p’Bitek wurde als schwarzer Student als Exot wahrgenommen. Okot p’Bitek schreibt über seine Erfahrung in dieser Zeit: „Wenn jemand von uns die Universität mit Stolz und Neugier betrat, dann waren die ersten Monate schnell von Schock, Wut und Verwirrung, ja, mit dem Gefühl am völlig falschen Platz zu sein, erfüllt.“ 

### Sozialanthropologie
Das Institut für Sozialanthropologie wurde vom Sozialanthropologen Edward E. Evans-Pritchard geleitet, der selbst Feldforschung in Ostafrika betrieben hatte. Einer der Dozenten war Godfrey Lienhardt, der die Dinka des Südsudan erforscht hatte, und ein weiterer war John M. Beattie, der durch seine Arbeiten über die Banyoros bekannt geworden war. All diese Wissenschaftler hatten umfangreich publiziert und Okot p’Bitek – nun immerhin mit den englischen Lehrer- und Juradiplomen ausgestattet – war gespannt darauf, unter ihrer Anleitung studieren zu können.
Doch er wurde herbe enttäuscht. Gerade aus dieser Zeit stammen viele seiner Ansichten und Haltungen, die er später klar und deutlich in seinen „Gesängen“ und wissenschaftlichen Arbeiten ausdrückt. So schreibt er im Vorwort zu „Afrikanische Religionen in der westlichen Wissenschaft“ über den Konflikt mit seinen Lehrern: „Schon in der allerersten Vorlesung nannte der Dozent alle Afrikaner oder nicht-westlichen Menschen Barbaren, Wilde, primitive Stämme usw. Ich widersprach erfolglos.“  Okot p’Bitek war es offensichtlich nicht klar gewesen, dass die Institute der Sozialanthropologie, sowohl in den britischen Universitäten als auch den der anderen Kolonialmächte, vor allem die Funktion hatten, zukünftige Kolonialverwaltungsbeamte auszubilden. Diese Aufgabe war einem vorurteilsfreien Herangehen an den wissenschaftlichen Gegenstand zumindest nicht förderlich. Basis des wissenschaftlichen Verständnisses der Kolonialherren war die tiefe Überzeugung von der Überlegenheit der westlich-urbanen Kultur sowie die Unterlegenheit der Kolonisierten. In seinen Veröffentlichungen nahm Okot p’Bitek einen äußert kritischen Standpunkt gegenüber der Sozialanthropologie als Wissenschaft ein. Er warf ihr vor, dass sie nicht nur den Kolonialismus unterstütze, sondern – schlimmer – erst seine Rechtfertigung liefere. In Oxford verlangte Okot p’Bitek von seinen Professoren das – zumindest zu jener Zeit – Unmögliche: er wollte, dass die Sozialanthropologie den Standpunkt des Afrikaners einnähme. Eine Position, wie sie Leo Frobenius oder Janheinz Jahn vertreten haben. Aber das war nicht die Funktion dieser Institute.
In dem Maße, wie Okot p’Bitek sich von westlichen Traditionen und Ansichten entfernte, wuchs sein Hang, afrikanische Formen für seine Dichtkunst zu finden. Er war unzufrieden mit dem theoretischen Wissen, mit dem er überhäuft wurde. Trotzdem studierte er weiter, weil er hoffte, dass er durch ein Feldstudium der afrikanischen Lieder, Geschichten, Sprichwörter und Tänze erfahren würde, was sein Volk als das wahre Leben ansah. Seine anthropologischen Kenntnisse waren es schließlich, die ihn mehr und mehr zum Studium seiner eigenen Leute veranlassten: Zentral-Luo, Acholi, Jo-Palwo und manchmal auch Jo-Lang'o. 1960 kehrte Okot p’Bitek dem Christentum durch seinen Kirchenaustritt den Rücken.
1962 – im Jahr der ugandischen Unabhängigkeit – kehrte Okot p’Bitek für kurze Zeit in sein Heimatland zurück. Er hatte zunächst beabsichtigt, sich in Gulu als Kandidat für den U.P.C. aufstellen zu lassen, änderte dann aber seine Meinung. Stattdessen unternahm er zahlreiche Feldstudien für seine Bachelorarbeit „Oralliteratur und ihr Hintergrund bei den Acholi und Lang'o“. Nach England zurückgekehrt, stritt Okot p’Bitek sich weiter mit seinen Professoren herum. Die Forschungsarbeit ging in einem gereizten Ton vonstatten, das Ergebnis war umstritten. Trotzdem wurde die Arbeit angenommen. 1963 erhielt Okot p’Bitek den Titel eines Bachelors (B.Litt.).
Oxford war in jener Zeit das renommierteste Institut für Afrikanistik. Okot p’Bitek hatte also die berühmteste Schule seiner Zeit durchlaufen und die bekanntesten Lehrer gehört. All das, was er gelesen hatte, all das, was er gelernt hatte, und all das, was er persönlich erlebt hatte, schuf einen reichen Schatz an Bildern der Erinnerung. Dieser reiche Schatz wurde gehoben, als er „Song of Lawino“ (Lawinos Lied) schrieb.

### Rückkehr nach Uganda, Makerere
Okot p’Bitek kehrte nach Uganda zurück. Er nahm eine Lehrtätigkeit an der Makerere-Universität, Fachbereich für Soziologie und Sozialanthropologie, auf. In dieser Zeit bewegte ihn die Frage, welche Art von Soziologie die Afrikaner aus den Ruinen der Kolonialzeit entwickeln sollten. Die Frage nach dem Ziel zeigte sich nicht nur in der politischen oder wirtschaftlichen Entwicklung, sondern auch im kulturellen Bereich. Und dabei komme – so Okot p’Bitek – der Universität eine führende Rolle zu. Nach acht Jahren der akademischen Auseinandersetzung war für Okot p’Bitek klar, dass Afrika sich niemals eine fremde Kultur aneignen könne, ohne die eigene – und damit die afrikanische Identität – zu zerstören. Kulturell könnten Afrikaner niemals Europäer werden, sondern diese bloß nachahmen. Das bedeutete, dass Afrika seine eigene Kultur zu entwerfen habe. Okot p’Bitek glaubte, dass die Gelegenheit für Afrika, es selbst zu sein, für die Universität und andere bereitläge. Es komme nur darauf an, dass alle, die dazu bereit wären, diese Aufgabe auch anpackten.

### Gulu
Nach einigen Monaten Lehrtätigkeit in Kampala wechselte Okot p’Bitek ins „Extra Mural Department“ in Gulu, eine Außenstelle der Makerere-Universität. Er sah sich nicht im Stande, an der Universität das zu lehren, was er vor kurzem in England noch kritisiert hatte, weil er es für schädlich für die afrikanische Gesellschaft hielt. Er ging nach Gulu und war für Norduganda zuständig, was die Gebiete Bunyoro, Lang'o, Acholi, Karamoja und Westnil umfasste. Mit diesem Schritt hatte er die einmalige Gelegenheit, intensive Forschungen über die Religionssysteme der Völker in dieser Region anzustellen. Das Ergebnis dieser Studien gab er als „Religion of the Central Luo“ heraus. Und hier, in seiner Heimatstadt Gulu, war es auch, wo er die Erfahrungen aus Schottland und Wales fruchtbar machte. Mit einer Gruppe von Freunden rief er 1965 das „Gulu Festival of Acholi Culture“ ins Leben. Die Vorbereitungen gingen über Monate und lockten Künstler aus der Stadt, aber auch vom Land an. Okot p’Bitek selbst trat als Künstler auf, er organisierte, er tanzte und sang. Er studierte mit anderen neue Formen der Darbietung ein. Er war Regisseur und Diskutant, Lehrer und Schüler in einer Person.

### Song of Lawino
In diese Zeit der Vorbereitung fällt auch die Wiederaufnahme des 1956 liegen gebliebenen Werkes „Wer pa Lawino“ (Lawinos Lied). In langen Diskussionen mit seinen Künstlerfreunden formte er das 30-seitige Manuskript (1. Fassung) zu einem ca. 140-seitigen Werk (2. Fassung) in Acholi um. Die Aufführung des Werks war ein voller Erfolg. Der Erfolg ermutigte ihn, einen Ausschnitt des Liedes ins Englische zu übertragen und auf einem Schriftstellerkongress in Nairobi vorzutragen. Auch hier rief das Werk so große Begeisterung hervor, dass sich Okot p’Bitek entschloss, den ganzen Gesang 1966 beim East African Printing House auf Englisch herauszubringen. Die Acholifassung kam 1969 im gleichen Verlag heraus. Im selben Jahr wurde Okot p’Bitek zum ersten afrikanischen Direktor des National Cultural Centre (U.C.C.) in Kampala berufen. Diese Institution war bislang ein gesellschaftlicher Tummelplatz für Nicht-Afrikaner, seien es Europäer oder Inder. Okot p’Bitek arbeitete hart daran, es zu afrikanisieren. Dies gelang ihm gegen zahlreiche Widerstände innerhalb von zwei Jahren. Ugandisches Theater, Bildhauerei, Dichtkunst, Tänze, Spiele, Gemälde und Schnitzereien blühten auf. Okot p’Biteks Engagement galt von Anfang an dem Aufbau einer großen und professionellen Traditionstanzgruppe, den „Heartbeat of Africa“. Diese Truppe bereiste erfolgreich weite Teile der Welt.

### Exil in Kenia
Im Oktober 1968 organisierte Okot p’Bitek zu den fünfjährigen Unabhängigkeitsfeierlichkeiten ein einwöchiges Festival. Kurz darauf reiste er nach Sambia. Als er zurückkam, fand er sich durch Präsident Milton Obote seines Postens kommentarlos enthoben. Für 11 Jahre ging er daraufhin nach Kenia ins Exil.

### Nairobi
Während seines elfjährigen Exils in Kenia – bis 1971 unter dem Regime von Milton Obote, dann unter Idi Amin – hatte Okot p’Bitek seine schriftstellerisch fruchtbarste Zeit. Aber auch seine Lehrtätigkeit an verschiedenen Universitäten fand ihren Niederschlag in Essays und wissenschaftlichen Büchern. Zunächst lehrte er in Kisumu am Victoriasee, an einer Außenstelle der Universität von Nairobi. Es nimmt nicht Wunder, dass er dort sofort ungebrochen seine Arbeit wieder aufnahm und das Kisumu Arts Festival organisierte. 1969 nahm er am „International Writing Program“ der University of Iowa (USA) teil. Von September 1971 an war er Dozent (senior research fellow und lecturer) am University College in Nairobi, wo er zahlreiche Lehrer auf ihre Tätigkeit am Gymnasium vorbereitete. Heute sind auch mehrere Literatur-Dozenten in Nairobi seine einstigen Schüler. Er lehrte auch an der University of Texas in Austin, USA und 1978–79 an der University of Ife in Nigeria, der heutigen Obafemi Awolowo University in Ife.
- 1967 (manche Quellen nennen 1970) folgte die Herausgabe von „Song of Ocol“ in Englisch.
- 1971 kamen „Song of Malaya“ (Gesang der Prostituierten) und „Song of Prisoner“ gemeinsam unter dem Titel „Two Songs“ heraus, für die Okot p’Bitek 1972 den „Kenyatta Prize for Literature“ gewann.
- 1973 kam „Africa's Cultural Revolution“, eine Sammlung von Essays heraus.
- 1974 erschien „Horn of My Love“, Heinemann International Literature and Textbooks, London 1974, ISBN 0-435-90147-8.
- 1978 „Hare and The Hornbil“.
- 1979 schrieb Okot p’Bitek „Mere Words“, das aber nicht publiziert wurde.

Ein großes Werk war wohl auch „Song of Soldier“, das Okot Okot p’Bitek aber nie vollendete, weil, wie er sagte, dieses Thema zu bearbeiten „eine tränenreiche Sache“ sei. Okot p’Biteks Veröffentlichungen, seine Interviews, seine Vorlesungen, seine Konferenzvorlagen und weitere Schriften sind alle von der glühenden Überzeugung getragen, dass Afrikas Kultur und seine Nationen nur auf einer afrikanischen Grundlage erbaut werden können. Okot p’Bitek wollte zwar die weiße Technologie „borgen“, aber nicht die Kultur des Okzidents.

### Kampala
Okot p’Bitek kehrte 1979 nach Kampala zurück, nachdem er auf den Posten eines wissenschaftlichen Mitarbeiters berufen worden war. Diese Position erschien ihm entwürdigend, da ihn die Universität wie einen „liegengebliebenen Lastwagen“ behandele. In einem offenen Brief an die Universitätsleitung mit dem Titel „Jesus, Respekt und Makerere“ formulierte Okot p’Bitek anklagend: „Als ich nach elf Jahren aufgezwungenen Exils an der Universität um einen Posten nachsuchte, war es etwas mehr, als nur ein Zweijahresvertrag eines wissenschaftlichen Mitarbeiters. Ich weiß, dass es im Fachbereich, dem ich beitreten will, heftigen Widerstand gab. Da gab es dieses falsche und manchmal ärgerliche Argument: 'Okot, aber wohin gehörst du? In Soziologie oder Literatur oder Religion oder Philosophie oder Jura?' Ich denke, dass die Frage beantwortet gehört, ob es irgendeinen großen Namen in den Sozialwissenschaften gab, der nicht einen multidisziplinären Ansatz verfolgte. Lasst es nicht dazu kommen, dass Makerere - heute wieder eine der führenden Institutionen auf dem Kontinent - ein Lernort sein wird, an dem Intellekt und Wissenschaft paralysiert werden. Lasst das Denken aufblühen, denn nur so kann Makerere Denker heranbilden …“ Ein von ihm erwarteter Ruf an die Universität von Ife/Nigeria blieb aus.
Endlich aber, 1982, erkannte die Makerere-Universität Okot p’Biteks Beiträge als Poet und Wissenschaftler doch noch an und berief ihn als ersten Professor auf den am Fachbereich für Literatur neu eingerichteten Stuhl für Kreatives Schreiben. Doch kurz nach der Ernennung verstarb Okot p’Bitek.
Zwei Wochen vor seinem Tod am 20. Juli 1982 hatte er gerade ein neues Werk vollendet, das 1986 post mortem als eine Sammlung über Kunst, Kultur und Werte erscheinen sollte: „Artist the Ruler“. Auch die Veröffentlichung seines Romans „Lak Tar“ sollte er nicht mehr erleben, obwohl er bis zu seinem Tode ständig daran gearbeitet hatte, ohne es aber vollendet zu haben. Die fehlenden Teile übersetzte sein Freund Lubwa P'chong, so dass das Werk in der Übersetzung „White Teeth“ 1989 bei Heinemann/Nairobi erscheinen konnte.

## Der Dichter Okot p'Bitek
Okot p’Biteks Leben ist ungewöhnlich reich an Erfahrungen. In den sieben Jahren seiner Studentenzeit in England bemühte er sich ebenso wie später als Universitätslehrer und kultureller Aktivist um einen philosophischen und kulturellen Standpunkt als Afrikaner. Er lehnte die pessimistische Sichtweise ab, die dem konkreten Leben keinerlei Bedeutung zumaß. Er glaubte an das schöne und konstruktive Leben, an die volle Teilhabe am kulturellen Leben seines Volkes. Er liebte es mit Männern und Frauen zusammenzusitzen, gut zu essen und zu trinken. Besonders liebte er in Nairobi die Veranda-Bar des Norfolk-Hotels, deren inspirierende Atmosphäre vor ihm schon so viele andere Schriftsteller genossen hatten. Robert Ruark z. B. pflegte seine Schreibmaschine mitzunehmen und seine Großwildjäger-Romane zu tippen. Das Trinken wurde Okot p’Bitek dabei – genau wie anderen Großen – zum Verhängnis. In dieser kreativen und ermunternden Atmosphäre sang er am liebsten seine Lieder und nahm gleichzeitig auf, was um ihn her ablief. Er war zweimal verheiratet und hatte vier Töchter. Eine von ihnen, Jane, ist kürzlich mit dem „Song of Farewell“ in seine Fußstapfen getreten.
Für die kulturelle Bewusstwerdung Ugandas hat Okot p’Bitek einen großen Beitrag geleistet. Okot p’Bitek passt nicht so leicht in ein Schema, sei es in ein politisches oder ein wissenschaftliches. Er war auf vielen Gebieten talentiert, war bescheiden, empfindsam und scharfzüngig. Das brachte ihm viel Neider und Feinde ein, und es muss für ihn äußerst schockierend gewesen sein, zu erleben, dass es nicht die weiße Elite war, die sich gegen kreative Offenheit, Brüderlichkeit und Tradition stemmte, sondern seine eigenen Leute. Er kämpfte den Kampf für die Bewusstwerdung der kleinen Leute, soweit die Ahnen das Volk führen würden. Schon als junger Mann hatte er in der Schulhymne von Sir Baker's School seine Grundüberzeugung formuliert: „Verlass die Welt besser, als du sie fandest!“ Zuallererst war er aber ein Tänzer und humorvoll. Taban lo Liyong, sein ehemaliger Kollege, erzählt, dass Okot p’Bitek einmal, als sie nach Tansania einreisten, in das Einreiseformular unter Berufsangabe: „Lacher“ schrieb.
Okot p’Biteks Ansatz, von Europa die Technologie borgen zu wollen, bei gleichzeitigem Beibehalten der afrikanischen Kultur, erweist ihn auch als Romantiker, vielleicht sogar als eine tragische Figur. 
Über ihn wird folgende Anekdote erzählt, die seinen täglich gelebten Widerspruch gut zu illustrieren vermag. Eines Tages besuchte Okot p’Bitek in der Nähe von Nairobi ein College, um einen Vortrag zu halten. Er hörte den Schüler-Chor das Lied „My Bonny is Over the Ocean“ proben und wurde daraufhin fuchsteufelswild. Er herrschte die Studenten an, sie sollten doch ihre eigenen afrikanischen Lieder singen, denn was könne es ihnen schon bedeuten, dass irgendein „Bonny“ in den USA sei. Die Jungen schwiegen dem Älteren gegenüber, aber sie hatten sehr wohl wahrgenommen, dass Okot p’Bitek mit seinem geliebten 12-Zylinder-Jaguar gekommen war.
Die Wirkung Okot p’Biteks auf die Literatur Ostafrikas lässt sich nachweisen, auch wenn nicht allzu viele Autoren seinem Weg gefolgt sind. Als Beispiele seien hier nur Joseph Burunga mit „The Abandoned Hut“ (Die aufgegebene Hütte) und Okello Oculi mit „Orphan“ (Das Waisenkind) und mit „Malak“ (Die Prostituierte) genannt. Relativ früh griff Okot p’Biteks Einfluss auch auf Burundi über. Der 1972 von Tutsi umgebrachte Priesterdichter Michel Kayoya schrieb in Französisch zwei auch ins Deutsche übersetzte Gesänge: „Sur la trace de mon père“ (Auf den Spuren meines Vaters) und „Entre deux mondes“ („Sprich deine Sprache, Afrika!“). Aus Tansania kommt in jüngster Zeit ein Spottgesang in Englisch „The Black-Eaters“ (Die Schwarzen-Fresser) von Nchim-bi. 1994 veröffentlichte die Kenianerin Micere Githae Mugo „My mother's poems and other songs“ und weist nochmals im Untertitel „Songs und poems“ in der Tradition von Okot auf den Unterschied zwischen Songs und Gedichten hin. Ebenso neu ist 1994 Okots Tochter, Jane Okot p'Bitek, mit ihrem Erstlingswerk „Song of Farewell“ hervorgetreten, in dem sie die Schule ihres Vaters fortführt. Okot p’Bitek wurde mit seinem Stil zum Begründer der „East African Song School“.

## Kurzbiographie
Die folgende Kurzbiographie enthält die meisten Daten zu Okot p’Biteks Veröffentlichungen. Dabei ist jedoch keine Vollständigkeit möglich, da die Materiallage noch nicht ganz geklärt und katalogisiert ist.
- 1931 Geburt in Gulu, Nord-Uganda, Besuch der Gulu High School King’s College, Budo/Kampala
- 1950 Komposition der Schuloper „Achan“
- 1951 – 1956: Ausbildung und Lehrtätigkeit
- 1952 Government Teacher am Training College, Mbarara, West-Uganda
- 1953 Erste Publikation des Romans „Lak Tar“ in Acholi (Engl. 1995)
- 1954 Lehrer für Englisch und Religion sowie Chorleiter
- 1956 „Wer pa Lawino“ (Song of Lawino), 1. Fassung in Acholi; Veröffentlichung abgelehnt
- 1956 – 1957: Studium an der Bristol Universität
- 1956 Mitglied der ugandischen Fußballnationalmannschaft Tour durch Großbritannien, Okot p’Bitek bleibt dort und studiert
- 1957 Diplom in Pädagogik, Universität Bristol
- 1957 – 1960: Studium an der Wales Universität, Aberystwyth
- 1960 Diplom in Jura, Aberystwyth, Kirchenaustritt – Wege zur Freiheit Ugandas
- 1960 – 1964: Studium an der Oxford-Universität
- 1962 Feldforschung in Uganda für seine Abschlussarbeit
- 1963 Bachelor (B.Litt.) in Sozialanthropologie, Oxford-Universität – Die Oralliteratur und ihre sozialen Hintergründe bei den Acholi und Lang'o
- 1964 – 1968: Lehrtätigkeit an der Makerere-Universität, Kampala, Uganda
- 1964 Rückkehr nach Gulu, dort Lehrtätigkeit an der Außenstelle der Makerere-Universität
- 1965 Gulu-Festival – „Wer pa Lawino“ wird gründlich im Diskurs mit Freunden überarbeitet (2. Fassung) und unter großer Begeisterung aufgeführt
- 1966 Kampala, Direktor des Uganda Cultural Centre (UCC)
- 1966 „Song of Lawino“, East African Printing House (EAPH), Nairobi
- 1967 „Song of Ocol“ (Engl.) erscheint in Nairobi
- 1967 „Religion of the Central Luo“
- 1968 Ausschluss von seinen Posten am UCC wegen Kritik der schwarzen Elite unter Präsident Milton Obote
- 1968 – 1979: Exil in Nairobi, Arbeit an der Universität
- 1968 Lehrtätigkeit an der Universität Nairobi, Außenstelle Kisumu
- 1969 „Wer pa Lawino“ (Acholi) erscheint in Nairobi
- 1971 Lehrtätigkeit an der Universität Nairobi
- 1971 „Song of Malaya“ und „Song of Prisoner“ erschienen als „Two Songs“, EAPH
- 1972 Gewinn des „Kenyatta Prize for Literature“
- 1971 „African Religions in Western Scholarship“. East African Literature Bureau (EALB)
- 1973 „Africa's Cultural Revolution“, Macmillan Books For Africa, Nairobi
- 1974 „The Horn Of My Love“. Heinemann, London, ISBN 0-435-90147-8
- 1978 „Hare and The Hornbil“. Heinemann, London
- 1979 – 1982: Dozent an der Makerere-Universität, Kampala, Uganda
- 1979 Wissenschaftlicher Mitarbeiter in Makerere
- 1982 Inhaber des Lehrstuhls für Kreatives Schreiben, Makerere. Okot stirbt in Kampala 52-jährig.

## Werke (Auswahl)
- Song of Lawino.
  - Lawinos Lied: Eine Afrikanerin klagt an. Übersetzung Marianne Welter. Illustrationen Frank Horley. Tübingen: Erdmann, 1972 ISBN 978-3-7711-0762-8